# مییویچی (پرییپویه)
مییویچی (به صربی: Miljevići) یک منطقهٔ مسکونی در صربستان است که در پریژپولجه واقع شده‌است. مییویچی ۴۵۵ نفر جمعیت دارد.